# Chester Mountains
Chester Mountains är ett berg i Antarktis. Det ligger i Västantarktis. Inget land gör anspråk på området. Toppen på Chester Mountains är 186 meter över havet.
Terrängen runt Chester Mountains är varierad. Trakten är obefolkad. Det finns inga samhällen i närheten. 